# Pension Clausewitz
Pour plus de détails, voir Fiche technique et Distribution.
Pension Clausewitz est un film allemand réalisé par Ralph Habib et sorti en 1967.

## Fiche technique
- Titre : Pension Clausewitz
- Autre titre : Pour messieurs seuls
- Réalisation : Ralph Habib
- Scénario : Nero Brandenburg
- Dialogues : Franz Baake
- Photographie : Wolfgang Bellenbaum
- Décors : Klaus Meyenberg
- Costumes : Inge Stoffel-Tschampke
- Montage : Edith Dagan
- Musique : Horst A. Hass
- Producteur : Raphael Nussbaum
- Société de production : Aero Film
- Pays :  Allemagne de l'Ouest
- Genre : Comédie
- Durée : 89 minutes
- Dates de sortie  : 
  - Allemagne de l'Ouest : 28 avril 1967
  - France : 17 janvier 1968

## Distribution
- Wolfgang Kieling : Stemmka
- Anna Gaël : Rita
- Maria Vincent : Monika
- Maria Brockerhoff : Marlies
- Friedrich Schönfelder : Zabel
- Herbert Fux : le docteur Schlack
- Doris Bierett : Dagmar
- Rolf Eden : Langer
- Michael Miller : Werner
- Wilhelm von Homburg